# Anas ibn Malik

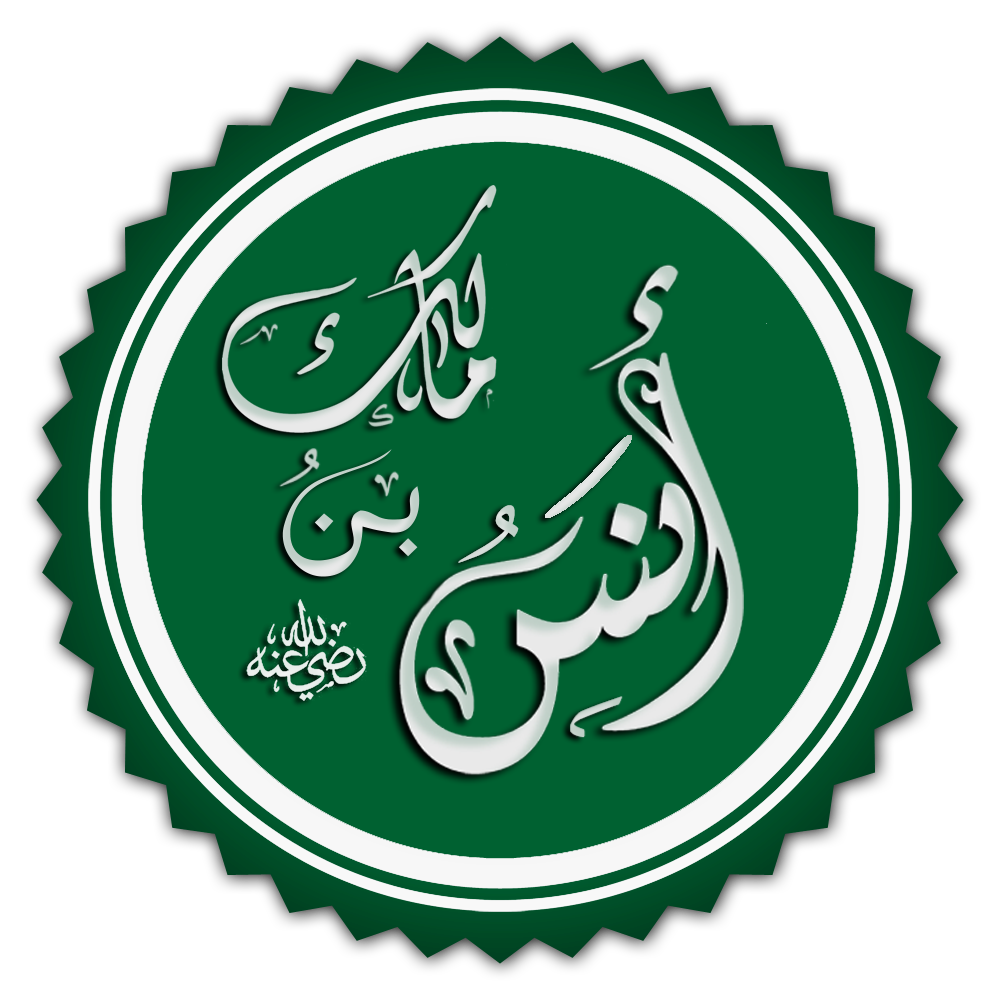
Anas ibn Mālik

Anas ibn Mālik, (in arabo ﺍﻧﺲ ﺑﻦ ﻣﺎﻟﻚ‎?) (Medina, 612 – Bassora, 709 o 711), figlio di Umm Sulaym Rumaysa bt. Milḥān (appartenente al clan dei Banu Najjar dei Banu Khazraj) e di Malik ibn Nadr, fu un Compagno del profeta Maometto.

## Biografia
La madre fu una delle prime donne ad abbracciare l'Islam a Medina nonostante il marito non fosse d'accordo. Quest'ultimo si adirò a tal punto quando seppe della conversione della moglie che decise di ripudiarla immediatamente. La tradizione ci riporta che dopo averla lasciata, uscendo di casa fu aggredito e ucciso da uno dei suoi nemici.

Dopo la morte di Malik, Umm Sulaym si risposò con Abū Ṭalḥa (Ḥārith b. Rabīʿa), ma solo dopo la conversione di quest'ultimo.
Anas aveva un fratello, al-Bara ibn Mālik, famoso per il suo coraggio e le capacità militari, mentre sua zia era Umm Ḥaram, fervente credente che morì durante la prima spedizione navale condotta dai musulmani. 
Dopo l'Egira, sua madre offrì al Profeta il figlio decenne perché questi lo servisse come servitore. Fu presente alla battaglia di Badr ma non vi partecipò attivamente ed è per questo che non compare nell'elenco dei combattenti. Rimase al servizio del Profeta fino alla sua morte, partecipando poi alle guerre di conquista. Un ʾaḥādīth lo vede come protagonista: "Ho servito il Profeta, la pace sia con lui, per dieci anni e lui non mi ha detto 'Perché l'hai fatto?' dopo che avevo fatto qualcosa o 'Perché non l'hai fatto?' dopo che mi ero dimenticato di fare qualcosa. Non ha mai avuto una parola di disprezzo per me".
Nel 684 Anas guidò la preghiera a Basra in favore dell'anticaliffo ʿAbd Allāh ibn al-Zubayr. Durante la rivolta di ʿAbd al-Rahmān b al-Ashath, al-Hajjaj gli rimproverò di essere un ribelle e sebbene egli fosse altamente rispettato in quanto Compagno del Profeta, il wali omayyade non ebbe nessuno scrupolo a fargli mettere intorno al collo una corda con un secchio, anche se si racconta che il califfo ʿAbd al-Malik si scusò in seguito del comportamento irrispettoso del suo funzionario. Tramandò 1286 ʾaḥādīth, la maggior parte dei quali si trova nel Musnad di al-Tayālisī e nel Musnad di Aḥmad b. Ḥanbal.
Prima della sua morte, Anas chiese a Thābit Bunani di mettere un capello del Messaggero sotto la sua lingua. Ibn Sirin guidò la preghiera in suo onore. Anas morì a Basra verso il 709 ma esistono tradizioni che parlano invece del 711.